# Марков, Николай Евгеньевич
Никола́й Евге́ньевич Ма́рков (Марков Второй/2-й) (2 [14] апреля 1866, Симферополь или село Александровка, Курская губерния — 22 апреля 1945, Висбаден) — русский политик ультраправых взглядов, публицист и писатель, потомственный дворянин из рода Марковых, коллежский советник, инженер-архитектор.
Один из учредителей Курской народной партии порядка, которая впоследствии вошла в Союз русского народа. Депутат III и IV Государственной думы от Курской губернии. Монархист, один из лидеров черносотенцев, радикальный антисемит. С 1910 года председатель главного совета Союза русского народа.
После Октябрьской революции 1917 года — участник Белого движения. С 1920-х годов находился в эмиграции, продолжив политическую деятельность в православно-монархическом русле. Выступал сторонником фашистских политических режимов. После прихода Гитлера к власти нацистский режим предоставил Маркову «почти государственную службу» редактора антисемитского журнала «Мировая служба», политической деятельностью на страницах которого Марков занимался до своих последних дней. Как соредактор (вместе с генералом Красновым) «Казачьего вестника», выходившего в 1943—1945 в Берлине, поддерживал войну Гитлера против СССР.

## Происхождение
Потомственный дворянин из рода Марковых. Отец — Евгений Львович Марков (1835—1903) — был известен как литератор, педагог и государственный деятель. По данным историка Михаила Смолина, далёкий предок Николая Маркова принимал участие в Куликовской битве. По отцовской линии родственник религиозной мыслительницы теософского направления Елены Блаватской и писательницы Веры Желиховской (соответственно и матери указанных личностей — Елены Ган), а также публициста Ростислава Фадеева. Родной дядя — Владислав Марков — был беллетристом.
Историки Андрей Иванов и Дмитрий Богоявленский приводят две версии дворянского происхождения Маркова Второго: либо от литовского шляхтича, получившего с переходом на службу к русскому царю в XVII веке поместье недалеко от Курска; либо от валаха Марко Росса, поступившего на службу в Великое княжество Московское во второй половине XV века.
Сам Николай Евгеньевич Марков утверждал, что его род по отцовской линии ведётся от Марка Толмача, который во времена Ивана III получил поместье в Московском княжестве. Также, он упоминал, имели место и немецкие корни.

## Биография

### Ранние годы
Родился 2 апреля 1866 года. Данные о месте его рождения противоречивы: одни источники называют Симферополь, где его отец служил директором гимназии и народных училищ Таврической губернии, другие — село Александровка Щигровского уезда Курской губернии.
Детство провёл в родовом имении Патепник Щигровского уезда Курской губернии. Мать — Надежда Николаевна Маркова (урожд. Дятлова) умерла рано, в связи с чем воспитанием в основном занималась мачеха Анна Ивановна Сидоренко (урожд. Познанская). Среднее образование, по одним данным, получил в Курской гимназии, по другим — в 8-й Московской гимназии. Окончил Московский кадетский корпус в 1883 году, в 1888 — Институт гражданских инженеров в Санкт-Петербурге. Учился на одном курсе с известными архитекторами Львом Кекушевым, Илларионом Ивановым-Шицем и Виктором Величкиным. После окончания ИГИ служил инженером на железной дороге, работал на строительстве Курско-Киевской железной дороги. По архитектурной специальности отметился только участием в проектировании собора в Конотопе. Других серьёзных проектов за этим не последовало; в конце концов Марков ушёл и с работы в должности инженера.
После смерти отца унаследовал участок земли в 368 (по др. данным — 250/360) десятин в селе Охочевка Щигровского уезда Курской губернии. В этот же период Марков занялся сельским хозяйством, избирался гласным Щигровского уездного и Курского губернского земских собраний, членом Щигровской уездной, а затем и Курской губернской земской управы. В 1905 году в чине коллежского советника Николай Марков оставил службу.

### Политическая и государственная деятельность

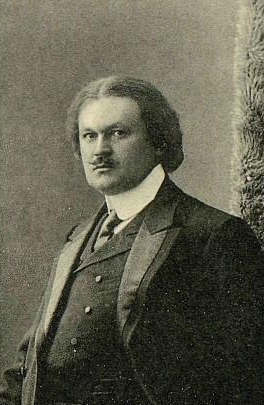
Марков Второй, 1910

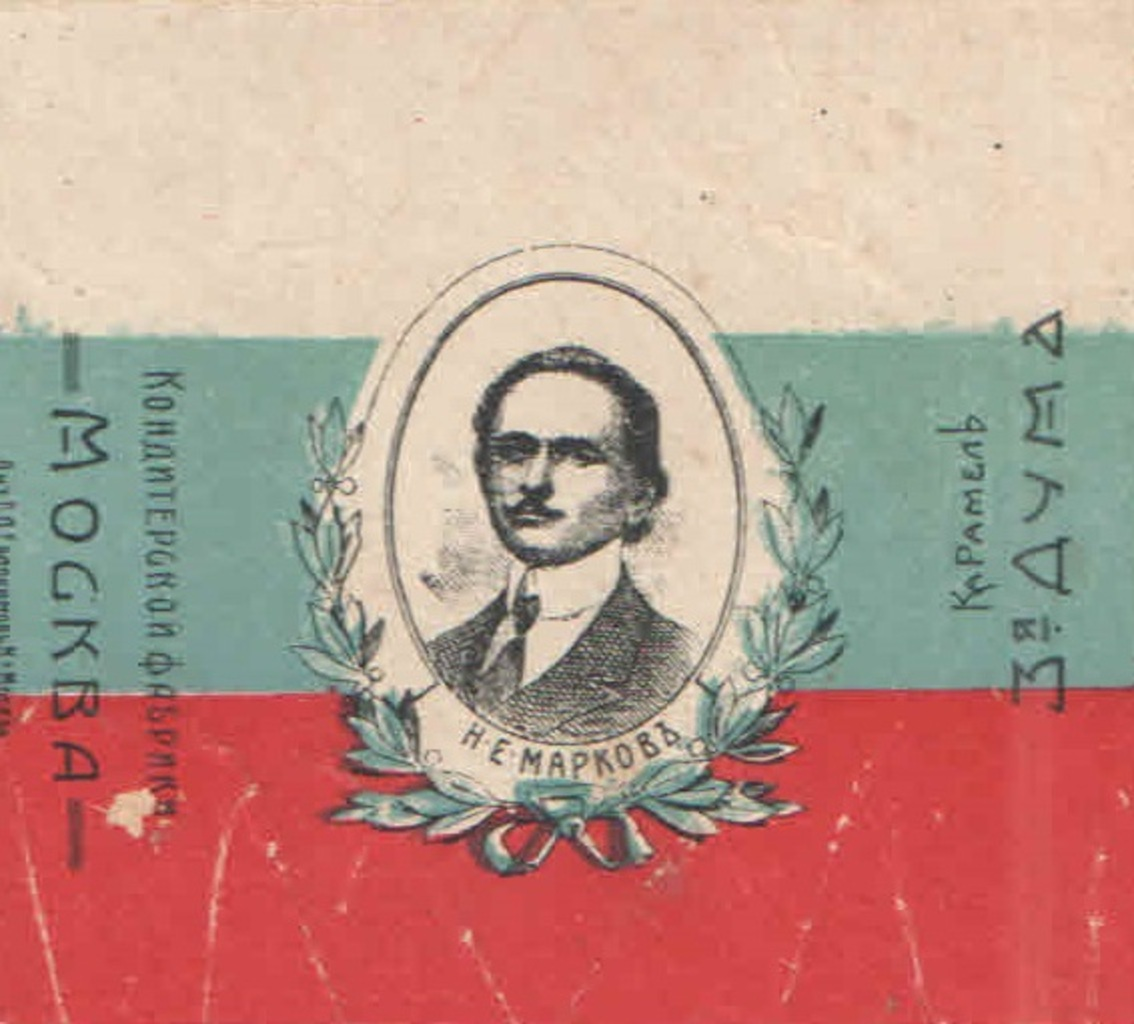
Этикетка карамели «3-я Дума» с портретом Н. Е. Маркова

Политической деятельностью стал заниматься с начала 1900-х годов, как сторонник самодержавия. В 1904 году вступил в кружок консервативно настроенных курских дворян, который сложился вокруг графа Владимира Доррера. Выступил одним из учредителей Курской народной партии порядка (создана 5 сентября 1904, оформлена организационно в сентябре 1905 года), заняв пост вице-председателя Щигровского отдела партии. В 1906 году партия вошла в состав Союза русского народа на правах её курского отделения, Николай Марков стал членом Совета этого отдела. Также основал Щигровский уездный отдел партии, которым руководил до февраля 1912 года.
В декабре 1904 года направил адрес Николаю II, в котором подчеркивалась необходимость сохранять незыблемость самодержавного строя.
В числе курских дворян 20 июня 1905 года участвовал в депутации к Императору. Вновь подчеркнул в ней свою приверженность к самодержавию, а также отстаивал сословные начала организации выборов.
В мае 1906 года вошёл в Совет по организации съезда уполномоченных дворянских собраний. С 1905 года и до 1910-х годов Марков был постоянным участником съездов Объединённого дворянства. Входил в комиссию по еврейскому вопросу при Постоянном Совете Объединённого дворянства.
В этот же период начал заниматься публицистической деятельностью. Издавал газету «Курская быль», с 1907 по 1909 год сотрудничал с газетой «Свет», носящей правомонархический характер. Через некоторое время Марков стал одним из постоянных авторов «Вестника Союза Русского Народа». Печатался под псевдонимами «Буй-Тур» и «Гой», также имели место публикации под именами «Tante Ivette», «Муринов». Также активно участвовал в работе «Земщины», издателем которой он стал в 1915 году.

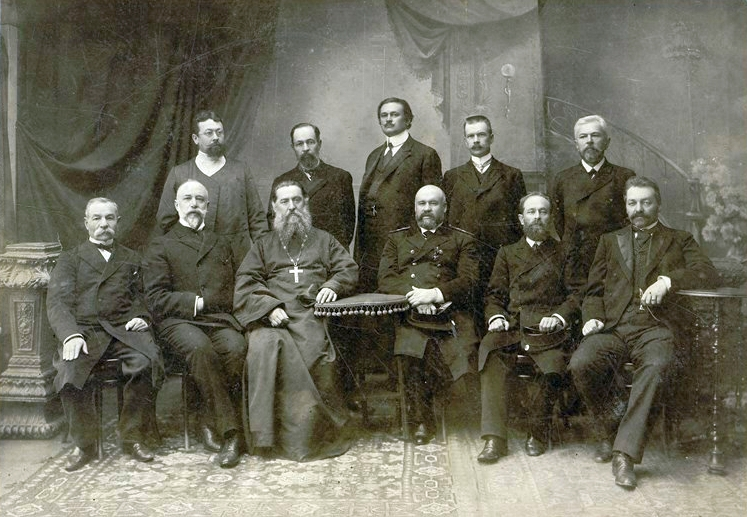
Депутаты Государственной думы Российской империи III созыва от Курской губернии. Стоят: Белогуров Н. А., Кривцов Я. В., Марков Н. Е., Шетохин Н. И., Ступин С. Н.; сидят: Сушков М. А., Барятинский И. В., Рождественский В. Ф., Доррер В. Ф., Шечков Г. А., Лукин В. В.

На выборах во II Государственную Думу Марков был избран выборщиком в губернское избирательное собрание, однако в Госдуму не прошёл. В 1907 году избран депутатом III Государственной думы от Курской губернии, переизбирался в IV созыв.
Поскольку в составе депутатов Думы был его двойной тёзка, старший по возрасту (1841 года рождения) октябрист Николай Львович Марков, в думских материалах и прессе Николай Евгеньевич официально именовался «Марков Второй». В Думе был членом совета фракции правых, где был лидером умеренного крыла. Работал в комиссиях: по государственной обороне, по Наказу, бюджетной, финансовой, о путях сообщения, финляндской, по исполнению государственной росписи, по военным и морским делам, по обсуждению вопроса об участии Думы в праздновании 300-летия дома Романовых.
Первая русская революция 1905—1907 годов заметно изменила характер Маркова. Из застенчивого интеллигента, робевшего перед большой аудиторией, он превратился в активного и напористого оратора, а после избрания в Государственную Думу снискал скандальную славу дебошира, драчуна и дуэлянта. По общему количеству замечаний и взысканий за недостойное статусу депутата поведение (1302 раза) Марков занимал прочное второе место (первое занимал его соратник Пуришкевич, исключавшийся из Думы 10 раз, в общей сложности на 52 заседания). В роли политика Марков активно спекулировал на возможностях сформировать политический и визуальный образ через прессу. Прозвище «Медный Всадник», основанием которого были усики, завитые Марковым «под Петра I», не прижилось, в отличие от «курского зубра» — животного, с которым хотели ассоциировать себя правые национал-шовинисты. Но самым эпатирующим зрелищем были дуэли — зрелище, постановочность которого высмеивали сами депутаты.
20 июня 1908 года Марков вызвал на дуэль еврея Пергамента — депутата от партии кадетов, которого соратники Маркова — черносотенцы безнаказанно травили по всей России стишками типа «Жид Пергамент / Попал в парламент / Сидел бы дома, / Ждал погрома». По воспоминаниям московского генерал-губернатора В. Ф. Джунковского, «…во втором часу ночи масса автомобилей катила по направлению к Удельному парку. Катили автомобили с журналистами, с фотографами, репортёрами. Одним словом, были все принадлежности французских парламентских дуэлей, о которых знали заранее все подробности… Прибыла и санитарная карета с врачом». Как только секунданты свершили таинство подготовки поединка, «из кустов появился пристав Лесного участка и от имени градоначальника заявил, что дуэль допущена быть не может, отобрал пистолеты, положил их в ящик и, заперев его, взял ключ с собой. Затем появилось до 40 пеших и конных городовых, и все разъехались по домам. Разочарованная публика также». На следующий день пресса сообщила, что дуэль якобы состоялась в другом «конспиративном» месте, и что якобы оба стрелявших друг в друга депутата-дуэлянта промахнулись.

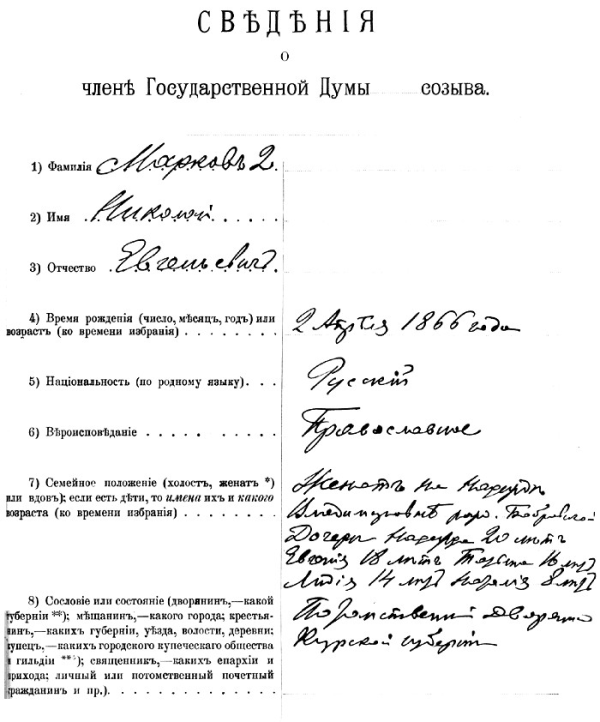
Собственноручно заполненная Анкета депутата Николая Евгеньевича Маркова Второго

После того, как СРН покинул Владимир Пуришкевич, Марков вошёл в состав Главного совета партии. В августе 1909 года возглавил курский отдел СРН, став, таких образом, одним из ключевых деятелей курского черносотенного движения. Также Марков Второй принимал активное участие в Русском собрании.
В 1909 году в СРН произошёл раскол, в результате которого оформилось два течения. Первое возглавлял председатель СРН Александр Дубровин, который выступал против либерализации политической системы и реформ Петра Столыпина. Второе возглавлял Марков Второй, примирившийся с политическими реформами. — это течение взяло курс на сотрудничество с правительством, активно поддерживая проводимую в то время аграрную реформу. В результате противостояния руководящую роль в СРН занял Марков («земско-соборническое», или «обновленческое» крыло), дубровинцы же создали Всероссийский Дубровинский Союз Русского народа. Важным моментом, послужившим укреплению Маркова в роли главы Главного Совета, стал ссора с Борисом Никольским, который поддерживал Дубровина. Скандал имел финансовую почву, Марков Второй уличал сторонника Дубровина в воровстве средств, в результате чего последний был исключён из «Русского собрания», а роль «курского зубра» в СРН возросла в той мере, в которой позволяла сместить «дубровинцев» из руководства партией.
В 1914 году активно участвовал в учреждении и работе Всероссийского Филаретовского общества народного образования.
В годы Первой мировой войны участвовал в организации и финансировании лазаретов для раненых, в частности, лазарета в Петрограде на Каменном острове.
Если до войны Марков указывал на выгодность сотрудничества с кайзеровской Германией, то с началом военных действий политическая риторика активно приобрела антинемецкий характер, указывая на постоянную связь германства с еврейством.

Карикатура Бориса Ефимова на Маркова Второго

В 1915 году Марков Второй включён в состав Особого совещания по обороне. Он отстаивал необходимость значительного увеличения артиллерийских парков (больше требований со стороны совещания). В целом во время войны требовал усиления государственного контроля и установления диктатуры.
В 1915 году был создан Совет монархических съездов, который смог сгладить противоречия марковцев и дубровинцев в целях объединения против растущей роли антимонархических сил.
22 ноября 1916 произнёс думскую речь, в которой обрушился на Владимира Пуришкевича, что стало реакцией на недавно произнесённую последним речь, где лидер РНСМА подверг жёсткой критике деятельность Правительства. Марков Второй выступил в защиту власти, обозначив Пуришкевича «новоявленным прогрессистом», а также оскорбил председателя Парламента Михаила Родзянко, назвав его «мерзавцем», это привело к удалению депутата на 15 заседаний, что являлось высшей мерой. В результате этого роль Маркова в правых кругах возросла (благодарность была получена и от министра внутренних дел Алексея Хвостова). Однако возглавляемая им фракция правых раскололась, из 53 депутатов покинули фракцию 34 (35) человека, которые проявили несогласие с позициями Маркова.
Политическая деятельность Николая Маркова Второго в большой степени носила антисемитский характер. В своих речах он с черносотенных позиций постоянно указывал на своего рода «еврейскую угрозу», которая, по мнению политика, имела целью разрушение самодержавия. Практически всегда указывал на связь разного рода противников действующего политического режима, и тех, кого он считал таковыми, на связь с еврейством.

### Деятельность после революции
После Февральской революции в России вёл конспиративную работу, для этого сменил внешность (коротко остригся и отпустил бороду). Между 27 мая и 9 июня 1917 года был арестован на территории Финляндии и доставлен в Петроград для дачи показаний ЧСК, однако комиссия не нашла состава преступления и отпустила его.
Летом того же года принял участие в создании подпольной организации «Великая единая Россия», которая ставила своей целью спасение Царской семьи. Однако организация провалила цель, по поводу чего Марков Второй испытывал глубокую вину.
Летом 1918 года Марков был обер-офицером для поручений Военно-гражданского управления в создаваемой германцами на оккупированных русских территориях северо-запада России (Псковская губерния) русской добровольческой Северной армии (позднее из её зачатков образовался Северный корпус).
В 1919 году находился в армии Николая Юденича. Участвовал в Белом движении под именем «Льва Николаевича Чернякова». В 1918—1919 годах Николай Марков являлся членом «Братства Белого креста Великой единой России», редактировал выходившую в Ямбурге газету «Белый крест», вскоре запрещенную генералом Александром Родзянко за монархическую ориентацию. В этот же период на территории Эстонии создан промонархический «Союз верных», в котором Марков Второй принял активное участие, сотрудничал с Советом обороны при Фёдоре Келлере.

### Эмиграция
После поражения армии Юденича под Петроградом весной 1920 года эмигрировал в Германию, где вскоре создал «Русское общественное собрание» с целью объединения правых монархистов. В конце того же года создал Берлинское монархическое объединение, которое сплотило немалое число эмигрантских монархических группировок. Также в этот момент редактировал журнал «Двуглавый орёл» (1920—1922 — в Берлине, 1926—1931 — в Париже)).
C 1922 связан с семьёй Великого Князя Кирилла Владимировича, после его смерти в 1938 году — безусловный сторонник его сына Великого Князя Владимира Кирилловича. Проявлял большой и последовательный интерес к фашизму и нацизму, утверждая, что во многом эти учения имели черносотенный характер, в связи с чем указывал на позитивность сотрудничества с политическими режимами и движениям, основанными на этих идеологиях.
В Германии встретился с Александром Римским-Корсаковым, вместе с ним участвовал в съезде монархистов в Бад-Райхенхалле, избран председателем Высшего монархического совета (1921—1926, по другим данным до 1927). В рамках совета проводил консервативную линию, при этом активно дистанцировался от Белого движения. Полагал, что возрождение России начнётся с Земского Собора, который призовёт нового монарха. После оставления поста руководителя ВМС переехал в Париж.
По данным современного историка Александра Серёгина, организовал «Чёрный блок» (объединение депутатов Государственной Думы и членов Государственного Совета, стоявших на платформе СРН), однако другой историк — Дмитрий Стогов — подверг критике утверждение о «Чёрном блоке» и указал на то, что такой структуры никогда не существовало.
Также Марков Второй был участником церковного Всезарубежного Собора, проходившего в 1921 году в городе Сремски Карловцы. Был ревностным сторонником РПЦЗ.
В эмиграции от сходства с Петром I, которого он добивался в годы депутатства в Думе подстрижкой усиков, бывший Марков Второй отказывается, выращивая окладистую бороду и видоизмененяя прежде «кучерявую» причёску.

### Политическая деятельность в 30-е — нач. 40-х. Сотрудничество с Третьим Рейхом
В 1931 году Николай Марков председательствовал на монархическом съезде в Париже. На этом съезде он признавал права на Царский Престол Князя Кирилла Владимировича (с его семьёй Марков был связан ещё с 1922 года, что вызвало противостояние большинства делегатов съезда и членов ВМС). В результате этого противостояния он покинул ВМС (после смерти Кирилла Владимировича признал право на Престол его сына — Владимира Кирилловича). Кроме того, в конце 1920-х — начале 1930-х годов Николай Марков участвовал в работе Русской монархической партии, Комитета призыва к объединению вокруг главы Императорского Дома (кирилловцы), Союза «За Веру, Царя и Отечество», общества «Российское Согласие», Российского Имперского Союза-Ордена.
Однако черносотенный историк Михаил Назаров уверен, что Марков не поддерживал кирилловцев внутренне, а был вынужден подчиниться решению верхушки РПЦЗ, которая поддерживала Князя Кирилла.
Привлекался в качестве эксперта в Бернском процессе на стороне защитников версии достоверности протоколов сионских мудрецов.
После прекращения выхода издания «Двуглавый орёл» Марков остался без постоянного заработка и сильно нуждался. Ситуация изменилась после прихода к власти Гитлера, когда нацистский режим предложил Маркову работу.
В 1935 году в Эрфурте вступил в русскую секцию нацистской «Мировой службы» («Вельтдинст»), так называемого «антисемитского интернационала».
Начиная с 1936 года, получил хорошо оплачиваемую работу редактора русского выпуска антисемитского еженедельника «Мировая служба. Международная корреспонденция по просвещению в еврейском вопросе» (нем. Welt-Dienst. Internationale Korrespondenz zur Aufklärung über die Judenfrage), который издавался Ульрихом Флейшхауэром. По согласованию с главным редактором, русский раздел еженедельника под руководством Маркова занимался только антисемитской пропагандой. Эта работа отнимала много времени, но позволяла не отвлекаться на поиск дополнительных заработков. Марков участвовал также в создании антисемитской энциклопедии «Сегила Вери», где планировалось собрать всё, что «думают и знают о евреях арийцы».
В 1938 году принял участие во II Всезарубежном Соборе РПЦЗ.
На протяжении 1930-х годов опубликовал в Германии книги и статьи антисемитского, антимасонского содержания. Наиболее известными можно обозначить такие труды, как «Войны тёмных сил» (первая часть книги появилась ещё в 20-х годах XX в.; также, согласно материалам Бахметьевского архива, была написана третья часть книги в 1931 году, которая не вышла в печать из-за финансовых трудностей и возможной пропажи рукописи), «История еврейского штурма России», «Лик Израиля».
После нападения нацистской Германии на Советский Союз продолжил агитационно-публицистическую деятельность, продолжая получать содержание как редактор Welt-Dienst и гонорары за издаваемые им статьи. В 1943—1945 гг. являлся, вместе с генералом Красновым, соредактором выходившего в Берлине «Казачьего вестника». В статьях на немецком языке «Еврей — паразит сельских имений» («Der Jude ist der Parasit des Bauerntums», 1944); «Die Rolle des Judentums in Russland seit seinem Erscheinen im 17. Jahrhundert bis zu seiner Machtergreifung 1917» (1944), написанных им за год до смерти, Марков выступил поборником «окончательного решения еврейского вопроса» и сторонником войны Гитлера против СССР.
С 1939 года в связи с переездом редакции «Мировой службы» перебрался вместе с семьёй во Франкфурт. Жил в гостиничном номере на Брентаноштрассе, 15, во время бомбардировок города в 1944 году жильё сгорело. После этого семья перебралась в Висбаден, где они проживали на Карлштрассе, 16.
Там же Николай Евгеньевич Марков и умер на 80-м году жизни за две недели до окончания Второй мировой войны в Европе, на тот момент город уже был занят американцами. Похоронен на православном кладбище церкви св. Елизаветы в Висбадене, могила расположена недалеко от горы Нероберг, где указана дата смерти — 22 апреля 1945 года.

## Семья
Жена — Надежда Владимировна Маркова (урожд. Бобровская) (1868—1954; обвенчались в 1890 году), она также вместе с мужем участвовала в политической жизни, активный участник «Русского собрания». От этого брака было 5 дочерей: Надежда; Евгения; Татьяна; Лидия; Наталья.
Согласно материалам Бахметьевского архива, Надежда обучалась в Педагогическом институте в Петрограде, после революции жила в Бессарабии, где работала сельским учителем. Подвергалась психологическому прессингу за то, что была дочерью видного черносотенного деятеля.
Евгения окончила бестужевские курсы, в годы Первой мировой войны работала сестрой милосердия, умерла в 1929 году в Севастополе, оставив сиротой годовалую дочь Магдалину.
Татьяна также окончила бестужевские курсы, в годы Первой мировой её послали в Лондон в составе русской комиссии. Там она жила до 1920 года, после чего воссоединилась с семьёй в Берлине. Жила вместе с родителями до их смерти, после чего, заболев манией преследования, попала в одну из германских богаделен.
Лидия Маркова не стала эмигрировать. В Советской России она фиктивно вышла замуж, взяв фамилию Шишелова. Участвовала в «буддийской религиозной секте», увлекалась оккультизмом, была сподвижником Александра Барченко. Сотрудничала с ОГПУ СССР, в частности, с Глебом Бокием, который также увлекался буддистской мистикой, была лаборанткой Научно-энергетической лаборатории ВИЭМ. Арестована 26.5.1937 года после ареста Г. И. Бокия и др. сотрудников Спецотдела ГУГБ НКВД СССР. Внесена в Сталинский расстрельный список от 22.12.1937 г. («Москва-центр» по 1-й категории («за» Сталин, Молотов, Каганович, Ворошилов). Расстреляна в «особом порядке» 30 декабря 1937 года и захоронена на спецобъекте НКВД «Коммунарка». Реабилитирована посмертно Прокуратурой СССР в 12.1989. г.
Наталья в раннем возрасте вышла замуж за большевика, в результате чего исчезла из семейного круга.
Старший брат — Лев Марков (1862—1936) — был известен как предводитель дворянства Щигровского уезда Курской губернии. Помимо этого, у Николая Маркова был младший брат — Ростислав, а также сёстры — Елизавета и Екатерина.
Родной племянник (сын Льва Маркова) — Анатолий Марков, участник Белого движения, после поражения «белых» в эмиграции примкнул к русскому фашизму, был членом ВФП, возглавлял египетский очаг (отделение) партии.

## Особенности политических и религиозных взглядов
На протяжении всей жизни оставался сторонником православной самодержавной монархии, придерживался уваровского принципа-триады — «православие, самодержавие, народность». Поддержку конституционалистской и столыпинской политики он обосновывал тем, что на это была воля монарха, однако уже на допросе ЧСК давал негативную оценку политике Столыпина. Активно выступал за усиление лидирующей роли русского народа в Российской империи, в частности, выступал за ослабление автономного статуса (вплоть до его лишения) Финляндии в составе России.
Несмотря на сотрудничество и поддержку фашизма и национал-социализма, оставался преданным монархистом, указывая на то, что эти политические строи для России неприемлемы и что в рамках должна возродиться именно самодержавная монархия (право на престол оставлял за Кириллом Владимировичем и его потомками), а национал-социализм критиковался им за антихристианский, оккультный и проязыческий оттенок. При этом указывал на преемственность этих идеологий от идей черносотенного движения начала XX века. Различными исследователями и в разных источниках также указывается влияние идей Маркова на фашизм и национал-социализм.
К большевизму и другим леворадикалам/умеренным левым относился отрицательно и был их последовательным критиком. Ещё до революции предрекал, что русский народ пойдёт скорее за левыми силами, нежели за либеральными. На открытии Рейхенгалльского съезда он признавал заслуги Белого движения, при этом предлагал дистанцироваться от него, равно как и от большевизма, заняв «третью позицию». На съезде русской эмиграции в Париже (1926 год) он повторил эти мысли, предложив самоопределение «синие» (по цвету российского триколора, который стоит посредине между белым и красным цветом). До конца жизни выражал надежду на скорое свержение советского режима, так как, по его мнению, народ в стране Советов не тянулся к советским ценностям.
Причины победы большевизма в России видел в специфике самого русского народа. В частности, были указаны такие свойства, как анархизм, тяга к шири, бескрайности, безначалию, неуважение к правилу, закону, порядку, меже, границе, чужому и своему труду, к чужой и своей собственности, склонность к лени. По его мнению русский народ, как народ с восточным менталитетом, всегда был предрасположен к большевизму.
Выражал надежду, что вождистские режимы впоследствии придут к монархическому строю. Подобную мысль он распространял не только на фашистские/национал-социалистические режимы, но и на сталинский СССР. Считал, что гитлеровская Германия должна сама перейти к монархическому правлению и помочь прийти к таковому в России.
Поддержал нацистскую Германию в их планах нападения на СССР, как необходимость «болезненной операции» с «социалистическим интернационализмом», но указывал, что эти действия будут своего рода «резанием живого мяса» .
В плане еврейского вопроса во времена Российской империи активно выступал за сохранение черты оседлости, говоря об опасности её ослабления. Согласно концепции Маркова Второго, евреи с целью установления мирового господства претворяют в жизнь доктрину «иудейского мессианизма», сформулированную талмудическим иудаизмом. Также в трудах «курского зубра» использовался кровавый навет на евреев. Как и многие писатели черносотенного и антисемитского толка, утверждал о связи масонства с еврейством (наиболее всего эту связь он рассматривал в одном из своих трудов — «Войны тёмных сил»). Антисемитизм Маркова Второго имел православный окрас, утверждая, что связка иудейства, масонства и их приспешников ставит своей целью уничтожение Христианской Церкви различными способами. Некоторые современные историки православно-монархического толка (напр., Дмитрий Стогов) обвиняют его в необоснованном (с православной точки зрения) использовании Священного Писания (в части Ветхого Завета) для критики еврейства и талмудического иудаизма (такой подход выразился в статье «Лик Израиля»), при этом Марков не отрицал священности Ветхого Завета, нежели некоторые другие деятели черносотенного толка (например, Николай Жевахов). Однако Марков критиковал антихристианский настрой антисемитизма в гитлеровском национал-социализме.
Марков Второй настаивал, что «Протоколы сионских мудрецов» подлинны, и что они воплощаются в жизнь. В своей статье «История еврейского штурма России» Марков говорит о том, что рукопись «Протоколов» была изъята в 1897 году во время конгресса сионистов в Швейцарии из портфеля Теодора Герцля, а «изъятие» произвёл агент российской тайной полиции. При этом на Бернском процессе использовал тактику, согласно которой точно не указывался автор, а больше обращалось внимание на факт «исполнения сказанного в протоколах».
После революции активно поддерживал РПЦЗ. В 1926 году осудил деятельность таких церковных деятелей, как епископы Евлогий и Платон, за раскольническую деятельность, чему посвятил свою статью «Правда о смуте церковной». Осуждал деятельность Московской патриархии во главе с митрополитом Сергием (Страгородским), обвиняя её в подчинении «богоборческой власти».

## Отношение к Николаю Маркову современников и исследователей
Упоминался в трудах Владимира Ильича Ленина свыше 40 раз, в основном в негативном контексте.
Русский националист и публицист Михаил Меньшиков назвал Маркова Второго «лучшим оратором» Думы.
Курский губернатор Николай Муратов дал «курскому зубру» следующую характеристику:

Это был несомненно умный, даже очень умный человек, с большим характером, твердой волей, убежденный, искренний, упорный в достижении цели, но не добрый, не мягкий, а, напротив, злобный и мстительный. Политически развитый, с достаточной эрудицией, доктринер, как всякий парламентский деятель, но не сухой, а с большой способностью к концепции, хороший оратор, с иронией в речах, всегда умных, тонких, порой очень остроумных и всегда интересных, Марков был политическим бойцом первого сорта, и Дума была его сферой… Если бы в наших четырёх думах было побольше деятелей, подобных ему, правое дело не было бы в таком загоне.— 
Политический оппонент Маркова и противник черносотенного движения Иван Ильин дал ему следующую характеристику: «Марков человек умный, волевой и патриотичный». При всём этом в 1926 году в своей «Записке о политическом положении» (октябрь 1923), направленной генералу Петру Врангелю, Ильин негативно обрисовывает Николая Маркова: 

Атмосфера Высшего Монархического Совета — есть атмосфера Маркова. Он силен волею и темпераментом, грубо умен и грубо хитер, интрига его топорна; очень властолюбив и малообразован; одержим антисемитизмом и масонобоязнью; в экономике не понимает ничего и творческих идей не имеет; духовная культура за пределами православия для него почти не существует; это не вождь и не строитель, а трибун и демагог с чёрным блеском в зрачке.— 

## В творческой деятельности

Николай Марков (актёр Георгий Орлов) в фильме «Возвращение Максима»

В советском фильме «Возвращение Максима» роль Маркова Второго сыграл актёр Георгий Орлов. Текст этой роли, в которой Марков выступает за подавление рабочего движения средствами социального и физического террора, примерно соответствует смыслу и риторике реальных думских речей этого черносотенного депутата.
Также выведен в фильме «Доверие» (в роли Всеволод Кузнецов).
Советский политический карикатурист Борис Ефимов нарисовал несколько карикатур на Маркова Второго. На одной показан черносотенец с озверелым лицом, усиками а-ля Пётр Первый и пудовыми кулачищами на фоне толпы столь же диких соратников с транспарантами «Боже царя храни» и «Бей ж…[идов]»; текст последнего полуприкрыт фигурой самого Маркова. На другой, опубликованной в 1936 году, нацист со свиноподобным лицом в форме и рогатой каске и склонивший навстречу ему свои рога Марков Второй в образе зубра, на спине которого укреплены два флага, нацистский со свастикой, и черносотенный с надписью «Союз Михаила Архангела», обмениваются нацистским приветствием.
Упоминается в различного рода литературных произведениях, посвящённых временам активного действия черносотенных организаций, например, в романе Валентина Пикуля «Нечистая сила».

## Публикации
Прижизненные
- Речи членов Государственной думы Маркова 2-го и Пуришкевича по запросу о Финляндии 12 и 13 мая 1908 года. Санкт-Петербург: Русский народный союз им. Михаила архангела, 1908.
- Ответ Маркова 2-го на статью Жеденева в "Русском знамени. Санкт-Петербург, 1910.
- Преступление Маркова 2-го. Петроград, 1916.
- Последняя речь Н. Е. Маркова 2-го в 4-й Государственной Думе. Заявление фракции правых. Петроград, 1916.
- Интернационал // Двуглавый Орел. № 1 (1920). С. 17-19; № 3 (1921). С. 39-42; № 5-7 (1921). С. 20-21, 30-32, 38-40.
- Ответ монархиста // Двуглавый Орел. № 3 (1921). С. 10-13.
- Краткий доклад о конгрессе сионистов в Карлсбаде // Двуглавый Орел. № 18 (1921). С. 30-32.
- Письмо дворянину Павлову // Двуглавый Орел. № 1 (1922). С. 19-22.
- Правда о смуте церковной. Париж, 1926.
- Русские деньги // Двуглавый Орел. № 1 (1926). С. 29-34.
- Равнение на Россию // Двуглавый Орел. № 2 (1926). С. 2-6.
- Иностранное вмешательство // Двуглавый Орел. № 9 (1927). С. 3-6.
- Русское в Германии // Двуглавый Орел. № 13 (1927). С. 11-13.
- Войны тёмных сил. В 2 кн. Париж: Долой зло, 1928—1930.
- Der Kampf der dunklen Mächte (1 n. Chr. bis 1917): historische Übersicht über die menschenfeindliche Tätigkeit des Judentums, vor allem in Russland (in Uebersetz. v. W. Klingelhöfer). Erfurt: U.Bodung, 1935. 2-е издание: Frankfurt/Main: Welt-Dienst Verlag, [1944].
- Откровения язычества // Двуглавый Орел. № 16 (1928). С. 5-9.
- Как пишется история // Двуглавый Орел. № 18 (1928). С. 23-25.
- Собор Воскресения // Двуглавый Орел. № 22 (1928). С. 1051—1053.
- О «деловом» объединении // Двуглавый Орел. № 23 (1928). С. 1090—1093.
- Книга В. В. Шульгина «Что нам в них не нравится» // Двуглавый Орел. № 28 (1929). С. 1342—1347.
- «Национал-реализм»? // Двуглавый Орел. № 32 (1929). С. 1521—1523.
- О Беседовском и пресмыкающихся // Двуглавый Орел. № 33 (1929). С. 1576—1579.
- «Соединённые Штаты и возрождение России» // Двуглавый Орел. № 39 (1930). С. 1864—1867.
- Das auserwählte Volk im Spiegel seiner eigenen Schriften. Erfurt: U.Bodung, 1936.
- История еврейского штурма России (доклад, прочитанный на собрании, посвященном памяти полковника Ф. В. Винберга в Берлине). [Харбин]: Наш путь, 1937.
- Отреченные дни Февральской революции. [Харбин]: Наш путь, 1938.
- Лик Израиля. Erfurt: U.Bodung, 1938.
- Der Jude ist der Parasit des Bauerntum. Frankfurt/Main: Welt-Dienst Verlag, 1944.
- Die Rolle des Judentums in Rußland seit seinem Erscheinen im 17. Jahrhundert bis zu seiner Machtergreifung 1917. Frankfurt/Main: Welt-Dienst Verlag, 1944.

Переиздания трудов
- Марков Н. Е. Войны темных сил. — М.: Москвитянин, 1993. — 158 с. — ISBN 5-86553-003-8.
- Марков Н. Е. Войны темных сил. Статьи. 1921-1937. — Серия: Наследие Русского Зарубежья. — М., 2002. — 528 с. — ISBN 5-89097-043-7.
- Марков Н. Е. Войны тёмных сил / Составление, вступит. статья М. Б. Смолина; Художник Д. Е. Бикашов. — М.: ФондИВ, 2008. — 456 с. — (Имперская традиция). — 2000 экз. — ISBN 978-5-91399-009-9.
- Марков Н. Е. Думские речи. Войны темных сил. — М.: Институт русской цивилизации, 2011. — 704 с. — ISBN 978-5-902725-80-0.

## Проекты и постройки
Фамилия Маркова значится в числе участников утверждённого в 1896 году проекта перестройки главного дома городской усадьбы Владимира Думнова — Николая Маркова (Москва, Калашный переулок, 6, стр. 1), а также производственного корпуса и общежития для рабочих (1897, Москва, улица Льва Толстого, 23, стр. 3, 5);

## Адреса проживания
В Санкт-Петербурге/Петрограде:
- Лиговский проспект, д. 30
- ул. Рыночная, д. 4

За границей:
- Франкфурт, Брентаноштрассе, 15
- Висбаден, Карлштрассе, 16